# Pegging (Sexualpraktik)

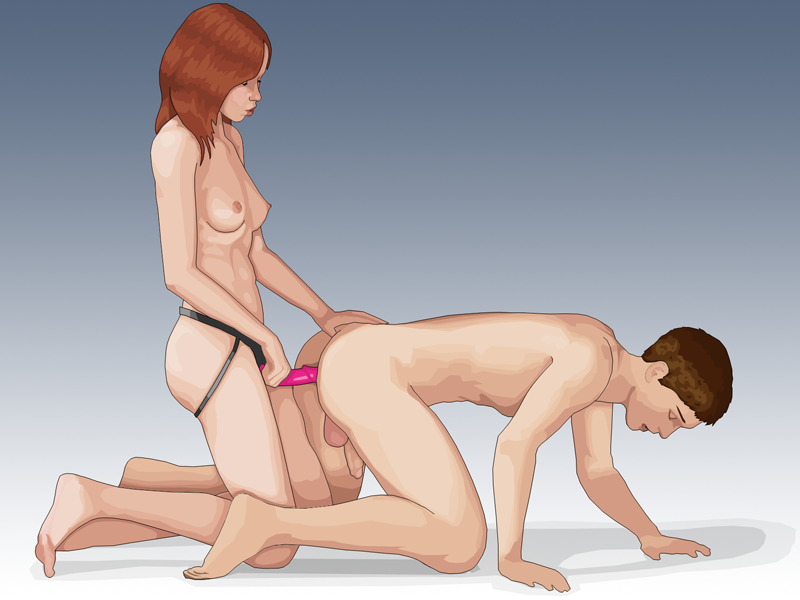
Beispiel einer möglichen Peggingstellung

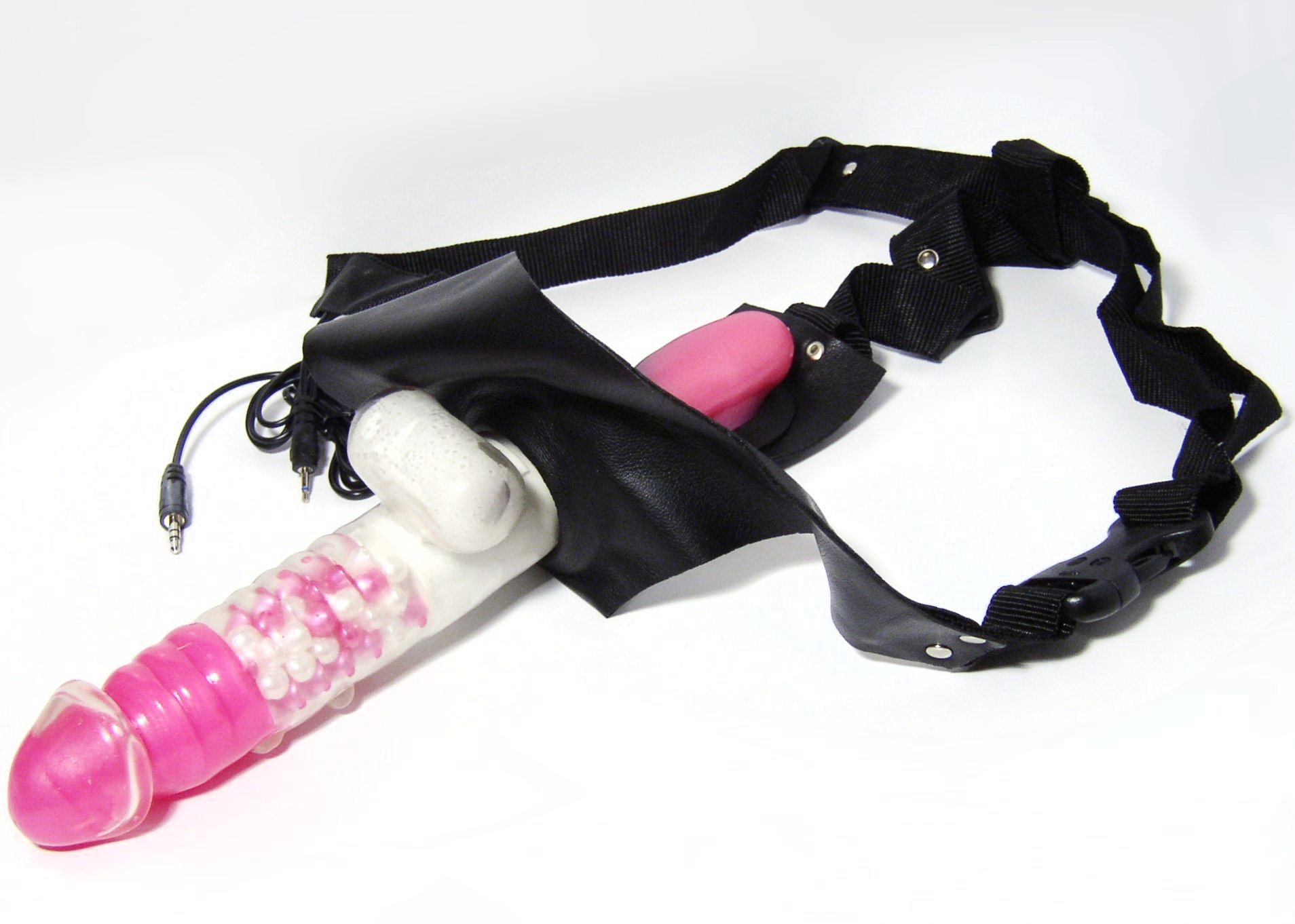
Ein Strap-on mit Multifunktionsdildo und innerem Vibratorei; zwei Anschlusskabel sind sichtbar

Pegging bezeichnet eine sexuelle Praktik, bei der ein Strap-on in den Anus oder Vagina des Sexualpartners eingeführt wird.
Pegging kann sowohl Anal ,wobei ähnliche Vorbereitungen wie beim Analverkehr mit einem Penis erfolgen sollten, wie auch vaginal vollzogen werden. Derjenige, der das Sexspielzeug trägt und es in den Körper des Sexualpartners einführt, ist der Aktive, während derjenige, in den penetriert wird, der Passive ist.
Häufig handelt es sich hierbei um eine Spielart in Zusammenhang mit BDSM
(Femdom).

## Wort-Herkunft und Synonyme
Das Wort leitet sich vom englischen Verb „to peg“ – annageln, anpflocken – ab und ist mit der oben angegebenen Bedeutung ein 2001 eingeführter Neologismus, der durch den amerikanischen Kolumnisten Dan Savage geprägt wurde.
Alternativ wird im Englischen auch der schon länger bestehende Ausdruck „bend-over boyfriend“, kurz „BOB“, verwendet.

## Filmreihen
- Strap Attack und Strap Some Boyz sind US-amerikanische Pornofilmreihen des Produktionsstudios Evil Angel Productions und vom Regisseur Joey Silvera. Sie sind dem Genre Femdom zuzuordnen und zeigen Pegging.